# Conderton
Conderton – osada i civil parish w Anglii, w Worcestershire, w dystrykcie Wychavon. W 2001 roku civil parish liczyła 77 mieszkańców.